# (39712) Ehimedaigaku
1996 TJ54 (asteroide 39712) é um asteroide da cintura principal. Possui uma excentricidade de 0.18562850 e uma inclinação de 3.54109º.
Este asteroide foi descoberto no dia 14 de outubro de 1996 por Tsutomu Seki em Geisei.